# シャンソン大使
シャンソン大使（シャンソンたいし）とは、アリアンス・フランコフォン（フランス語圏協会）がシャンソンを通じての日仏文化交流を図るべくアーティストを選定してシャンソン大使の称号のもと日本公演をする為の制度。
シャンソン大使の日本公演主催者には日仏シャンソン協会の助成金制度もある。
過去、ジャクリーヌ・ダノ、ジャクリーヌ・ボワイエ、フランセスカ・ソルヴィル、マリー・ポール・ベル、ヴェロニク・ペステル、ヴェルムーラン等がシャンソン大使として来日公演を行っている。